# Svätuš
Svätuš je obec na Slovensku. Nachází se v Košickém kraji, v okrese Sobrance. Obec má rozlohu 3,85 km² a leží v nadmořské výšce 105 m. V roce 2011 v obci žilo 113 obyvatel. První písemná zmínka o obci pochází z roku 1386.